# Nicolas Portal
Nicolas Portal (Auch, 23 april 1979 - Andorra, 3 maart 2020) was een Frans wielrenner.

## Carrière
Portal kwam in september 2001 als stagiair bij Ag2r Prévoyance terecht en reed vanaf het seizoen daarop als prof bij die ploeg. Van 2006 tot 2009 kwam hij uit voor Caisse d'Epargne en in 2010 voor Sky Procycling. De hardrijder Portal, die een redelijke tijdrit kon rijden, boekte slechts een overwinning in zijn profloopbaan: een ritzege in de Dauphiné Libéré van 2004.
Portal beëindigde zijn carrière in 2011 omdat hij hartritmestoornissen had en werd datzelfde jaar ploegleider bij Sky -later Team INEOS-, welke functie hij tot zijn overlijden uitoefende. In 2020 overleed hij thuis aan een hartaanval op 40-jarige leeftijd.

## Palmares
2003
 Frans kampioenschap, tijdrit
2004
3e etappe Dauphiné Libéré

## Resultaten in voornaamste wedstrijden
| Jaar | Ronde van Italië | Ronde van Frankrijk | Ronde van Spanje |
| ---- | ---------------- | ------------------- | ---------------- |
| 2002 |                  |                     | 84e              |
| 2003 |                  | 82e                 |                  |
| 2004 |                  | 72e                 |                  |
| 2005 |                  | 88e                 |                  |
| 2006 |                  | 99e                 |                  |
| 2007 |                  | 57e                 |                  |
| 2008 |                  | 66e                 |                  |

| Jaar | Milaan-San Remo | Gent-Wevelgem | Parijs-Roubaix |  | Wereldranglijsten |
| ---- | --------------- | ------------- | -------------- |  | ----------------- |
| 2002 |                 |               |                |  |                   |
| 2003 |                 |               | 16e            |  |                   |
| 2004 | 178e            |               | 54e            |  |                   |
| 2005 |                 |               |                |  |                   |
| 2006 |                 | 79e           | 36e            |  |                   |
| 2007 |                 | 72e           |                |  | 175e (UPT)        |
| 2008 |                 |               | 68e            |  |                   |

## Ploegen
- 2001 –  AG2R Prévoyance (stagiair vanaf 1 september)
- 2002 –  AG2R Prévoyance
- 2003 –  AG2R Prévoyance
- 2004 –  AG2R Prévoyance
- 2005 –  AG2R Prévoyance
- 2006 –  Caisse d'Epargne-Illes Balears
- 2007 –  Caisse d'Epargne
- 2008 –  Caisse d'Epargne
- 2009 –  Caisse d'Epargne
- 2010 –  Sky Procycling